# Jonathan Jeanne
Jonathan Josue Jeanne (nacido el 3 de julio de 1997 en Les Abymes, Guadalupe) es un jugador de baloncesto francés que pertenece a la plantilla del Poitiers Basket 86 de la Pro B francesa. Con 2,15 metros de altura juega en la posición de pívot.

## Trayectoria profesional
Ha jugado durante dos temporadas (2013-2014 y 2014-2015) en el CFBB de la NM1, la tercera división francesa. Entre las dos temporadas ha disputado 59 partidos con unos promedios de 6,8 puntos, 4 rebotes y 1,1 asistencias en 19,8 min de media, destacando sobre todo en su última temporada.  
Con INSEP jugó en 2014 el torneo Belgrado y en 2015 el torneo de Kaunas, además de participar en el Adidas Next Generation. En Belgrado jugó 5 partidos con unos promedios de 5,8 puntos y 1,4 rebotes en 12 min de media, mientras que en Kaunas jugó 4 partidos con unos grandes promedios (14 puntos, 7,5 rebotes, 1,7 asistencias, 1,5 robos y 2,7 tapones en 28,8 min de media). En el Adidas Next Generation jugó 3 partidos con unos promedios de 6,6 puntos, 3,6 rebotes, 1,6 asistencias y 1,3 tapones en 18,3 min de media.
Tras su gran evolución en la última temporada, brillando en el torneo de Kaunas, el Le Mans Sarthe Basket se fijó en él y en el verano de 2015 le fichó, compaginando el primer equipo con el filial en su primera temporada.
El 10 de enero de 2019 ficha por el CB Prat de la Liga LEB Oro.
En verano de 2019, se marcha a Dinamarca para jugar en las filas del Randers Cimbria de la Basketligaen.
En la temporada 2020-21, jugaría en las filas del Al Wasl Sports Club.

## Selección nacional
Ha jugado con las categorías inferiores de la selección francesa el Europeo Sub-16 de 2013 en Ucrania, el Mundial Sub-17 de 2014 en los Emiratos Árabes Unidos y el Europeo Sub-18 de 2015 en Grecia.
En 2013 quedaron en 5.ª posición, en 2014 en 8.ª posición y en 2015 en 6.ª posición. En el Europeo Sub-16 de 2013 jugó 4 partidos en los que apenas disputó 3 min de media, en el Mundial Sub-17 de 2014 jugó 7 partidos con unos promedios de 5 puntos, 4,3 rebotes y 1,1 tapones en 13,3 min de media, mientras que en el Europeo Sub-18 jugó 9 partidos con un promedio de 8,6 puntos, 6,7 rebotes, 1 asistencia, 1,7 robos y 2 tapones en 21,5 min de media.